# 고참봉 가옥
고참봉 가옥은 대한민국 전라남도 화순군 화순읍 주도리에 있는 건축물이다. 2007년 1월 5일 화순군의 향토문화유산 제32호로 지정되었다.